# Acadèmia Manent
L'Acadèmia Manent és una obra de Santa Coloma de Gramenet (Barcelonès) protegida com a Bé Cultural d'Interès Local.

## Descripció
Es tracta d'un edifici d'ús col·lectiu de planta baixa, pis i golfes. Disposa d'un pati lateral que té una petita edificació auxiliar de dos plantes. La coberta és de teula àrab a dues vessants amb el carener perpendicular a la façana. Aquesta queda amagada darrere del coronament en forma de mur que corona la façana. Al centre de la coberta hi ha un lluernari que il·lumina l'escala.
La façana presenta finestres i balcons amb baranes de ferro forjat. L'entrada principal queda remarcada per la presència d'un balcó al damunt.